# Na Moda do Brasil - Ao Vivo
Na Moda do Brasil - Ao Vivo é um álbum ao vivo da dupla sertaneja brasileira Edson & Hudson, lançado em 2007 pela EMI. O álbum traz grandes clássicos da música sertaneja de artistas consagrados, como Milionário & José Rico, Chitãozinho & Xororó, Trio Parada Dura, João Mineiro & Marciano, entre outros. A música "Ainda Ontem Chorei de Saudade" (regravação de João Mineiro & Marciano) fez parte da trilha sonora da novela da A Favorita, exibida pela Rede Globo.

## Faixas

### CD
1. "Viva a Vida"
2. "As Andorinhas"
3. "Bicho Bom é Mulher"
4. "Do Mundo Nada Se Leva"
5. "O Doutor e a Empregada"
6. "Viola Está Chorando"
7. Pot-Pourri: "Vá Pro Inferno Com Seu Amor" / "Galopeira"
8. "Quebradas da Noite"
9. "Blusa Vermelha"
10. "Estrada da Vida"
11. "Ainda Ontem Chorei de Saudade"
12. "Saudade da Minha Terra"
13. "Bobeou... a Gente Pimba"
14. "Hoje Eu Não Posso ir"

### DVD
1. "Viva a Vida"
2. "As Andorinhas"
3. "Bicho Bom é Mulher"
4. "Amor e Amizade"
5. "Do Mundo Nada Se Leva"
6. "O Doutor e a Empregada"
7. "O Ipê e o Prisioneiro"
8. "Meu Desespero"
9. "O Palco Caiu"
10. "Viola Está Chorando"
11. Pot-Pourri: "Vá Pro Inferno Com Seu Amor" / "Galopeira"
12. "Quebradas da Noite"
13. "Pombinha Mensageira"
14. "Blusa Vermelha"
15. "Estrada da Vida"
16. "Ainda Ontem Chorei de Saudade"
17. "Saudade da Minha Terra"
18. "Bobeou... a Gente Pimba"
19. "O Tropeiro"
20. "Hoje Eu Não Posso ir"